# Karin Betz

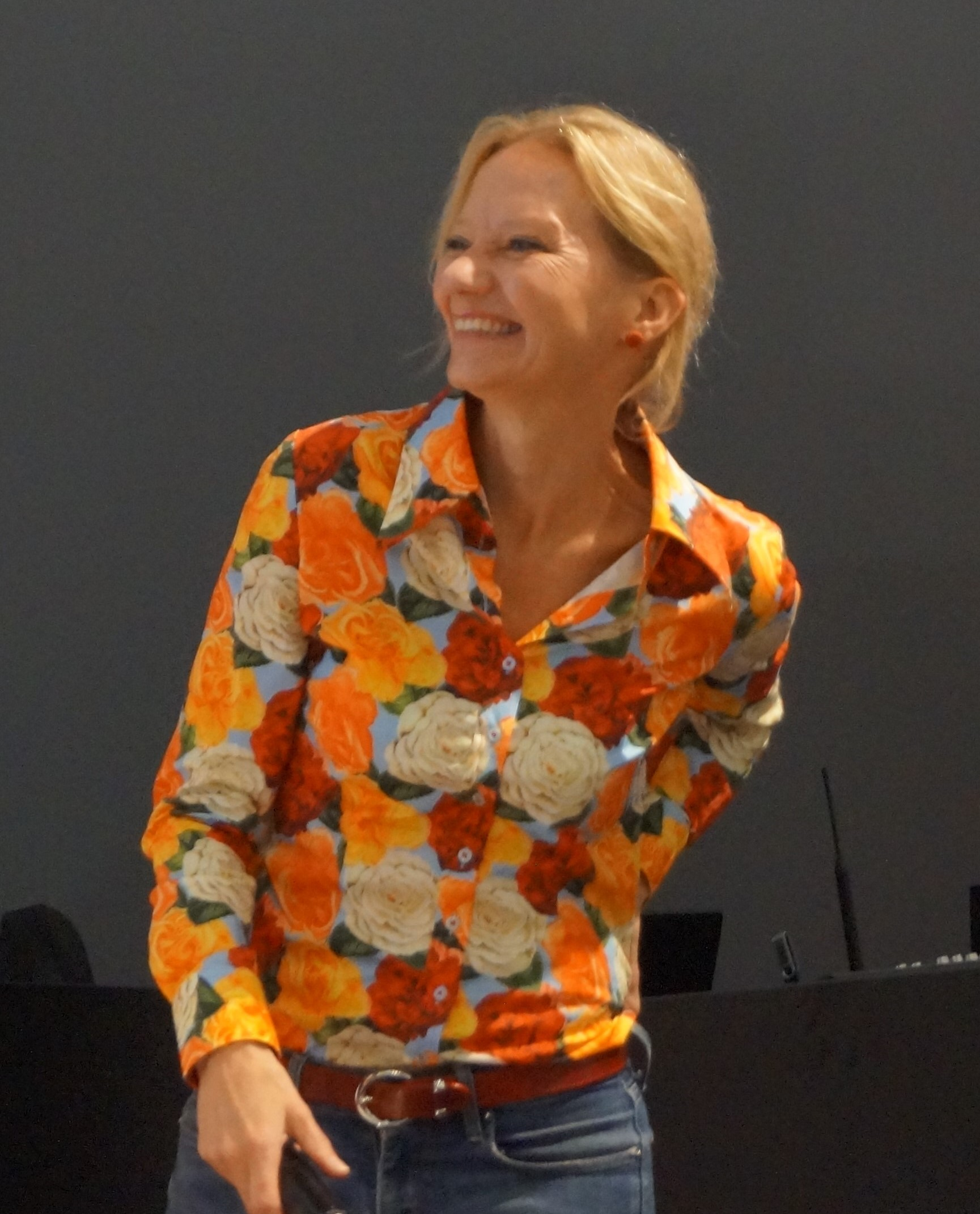
Karin Betz auf der Frankfurter Buchmesse 2019

Karin Betz (* 7. März 1968 in Hanau) ist Sinologin, Übersetzerin, Tänzerin und DJ.

## Leben und Wirken
Karin Betz studierte Sinologie, Germanistik, Philosophie und Politik in Frankfurt am Main, Chengdu und Tokio. Als Sinologin übersetzt sie seit 2008 chinesische Literatur ins Deutsche und hat bereits bedeutende Arbeiten von Liu Cixin, Liao Yiwu und des chinesischen Literaturpreisträgers Mo Yan auf Deutsch herausgegeben. In einem Interview sagte sie, die Verleger suchten nach einem chinesischen Murakami Haruki. Selbst Romane von bekannten chinesischen Autoren wie Mo Yan tun sich noch schwer, westliche Leser zu finden, aber es gibt eine langsam größer werdende Gruppe von Literaturfreunden, die durch das Lesen chinesischer Romane mehr über China erfahren wollen.
Laut Betz ist es eine Herausforderung, dass chinesische Romane in der Regel in der deutschen Übersetzung mehr als 400 Seiten lang sind und von westlichen Lesern nicht als sehr modern angesehen werden. Die chinesische Literatur verwendet nach wie vor viele Sprichwörter und Gedichte, altmodische Witze und Namen von historischen Persönlichkeiten, die den westlichen Lesern unbekannt sind. Ähnlich wie in Japan spielt in China der Patriotismus noch eine große Rolle. Autoren werden von asiatischen Literaturkritikern oft daran gemessen, wie gut sie die Traditionen des Landes vertreten. Klassische Zitate und Floskeln lassen sich nur schwer übersetzen und interpretieren. Daher werden solche Bücher nur von einem kleinen Kreis gelesen und verstanden.
Karin Betz übersetzt nicht das Wort, sondern dessen Bedeutung. Sie will, dass die deutsche Übersetzung beim Leser dieselbe Wirkung hat wie das chinesische Original. Daher lässt sie sich zum Übersetzen eines Romans oft ein bis drei Jahre Zeit, ringt um jede Vokabel, bis sie eine gute Lösung findet, die auf ihrem Gefühl für den Text und ihrer Interpretation des Gesamtwerks beruht. Die Figuren in chinesischen Romanen sprechen auf Chinesisch mit verschiedenen Stimmen: In Mo Yans Die Sandelholzstrafe verwenden eine zarte Frau, ein großer Staatsmann oder ein tollpatschiger Metzgermeister ganz unterschiedliche Sprechweisen, denen Karin Betz im Deutschen gerecht werden musste.
Da die deutschen Verleger die Bücher in der Regel nicht in der Originalsprache lesen können, zögern sie oft, die Übersetzung von chinesischen Büchern zu bestellen. Sie bestellen eine deutsche Übersetzung in der Regel erst, wenn es bereits eine englische Übersetzung gibt, die sich mehr oder weniger gut verkauft.
Außer Chinesisch und Japanisch spricht Karin Betz unter anderem auch Englisch, Französisch, Spanisch und Italienisch. Sie liest ihre Übersetzungen gelegentlich vor oder nimmt an Veranstaltungen zu den von ihr übersetzten Werken teil.
Betz ist seit 2019 Mitglied im redaktionellen Beirat der Zeitschrift „Übersetzen“ des VdÜ. Sie ist Mitglied der Jury zur Verleihung des Paul-Celan-Preises des Deutschen Literaturfonds.

## Tango fatal
Bei einem Forschungsaufenthalt in Japan hat Karin Betz über die Musik von Astor Piazzolla den Tango Argentino für sich entdeckt. 2001 folgte die erste Reise nach Buenos Aires. Seither tritt sie als Tänzerin und DJ auf. Sie lebt in Frankfurt am Main, wo sie regelmäßig die Milonga Pan y Tango veranstaltet und Tangogedichte übersetzt.
Tango ist für sie mehr als Musik, mehr als Bewegung. Er steht metaphorisch für alles Unergründliche: Liebe, Sehnsucht, Lebensgier, Erinnerung. In ihrem Buch Tango fatal: Geschichten vom Tanz der Leidenschaft stellt sie sechzehn Texte von Henning Mankell, Julio Cortázar, M. A. Numminen, Jorge Luis Borges, Elsa Osorio und weiteren vor.

## Rezension und Würdigung
In einer an der Shanghai International Studies University durchgeführten wissenschaftlichen Untersuchung der von Karin Betz herausgegebenen deutschen Übersetzung von Mo Yans Roman Die Sandelholzstrafe wird die deutsche Ausgabe als eine gelungene Übersetzung bewertet, die als Vorbild beim literarischen Übersetzen dienen kann. Da Karin Betz bei der Wahl zwischen Domestication und Foreignization die Foreignization bevorzugt, wird Werner Kollers Forderung nach den fünf unterschiedlichen Äquivalenzen zwischen der Ausgangssprache und Zielsprache erfüllt, und der Inhalt und auch der Stil des Originals bleiben in ihrer deutschen Übersetzung so weit wie möglich erhalten.

## Auszeichnungen und Förderungen
- Anerkennungspreis des Zuger Übersetzer-Stipendiums, 2013.[12][13]
- Toledo-Aufenthaltsförderung im Übersetzerhaus Looren für ihre Arbeit an Cixin Liu, Jenseits der Zeit, 2018.[14]
- Delegationsmitglied von Frank-Walter Steinmeiers Staatsbesuch in der Volksrepublik China, 2018.[15]
- August-Wilhelm-von-Schlegel Gastprofessur für die Poetik der Übersetzung am Peter-Szondi-Institut für Allgemeine und Vergleichende Literaturwissenschaft der Freien Universität Berlin, 2021.[16][17]
- Gastdozentur für literarisches Übersetzen, Georg-August-Universität Göttingen, 2023.
- Helmut-M.-Braem-Übersetzerpreis 2024 für die Übersetzung des Romans Meine Stadt der Hongkonger Autorin XiXi.[18]

## Veröffentlichungen
Übersetzungen
- 61Chi: Das Mädchen und der Traumfressertapir. Chinabooks, Zürich, 2019.
- Liu Cixin: Der dunkle Wald, Heyne Verlag, 2018, Jenseits der Zeit, Heyne Verlag, 2019 und Die wandernde Erde.
- Mai Jia: Das verhängnisvolle Talent des Herrn Rong. DVA, 2015.
- Yang Lian: Aufzeichnungen eines glückseligen Dämons. Suhrkamp, 2009.
- Bei Ling: Ausgewiesen. Über China. Suhrkamp, Berlin, ISBN 978-3-518-42300-4.[19]
- Gui Minhai: Ich zeichne mit dem Finger eine Tür auf die Wand. Leipziger Literaturverlag, 2022.
- Liu Xiaobo: Ich habe keine Feinde, ich kenne keinen Hass. Ausgewählte Schriften und Gedichte.  S. Fischer Verlag, 2011, ISBN 978-3-596-18999-1.
- Xi Xi: Meine Stadt. Suhrkamp, Berlin 2023, ISBN 978-3-518-43106-1.
- Can Xue (残雪): Liebe im neuen Jahrtausend. Matthes & Seitz Berlin, 2021, ISBN 978-3-7518-0031-0.
- Mo Yan: Die Sandelholzstrafe.
- Bai Yansong: Sind wir nun glücklich?
- Liao Yiwu: Die Wiedergeburt der Ameisen. S. Fischer, 2016, ISBN 978-3-10-044817-0. Fräulein Hallo und der Bauernkaiser. Chinas Gesellschaft von unten, ISBN 978-3-596-18525-2.
- Jin Yong: Die Legende der Adlerkrieger. ISBN 978-3-453-31990-5.
- Yu Yoyo: Unsichtbare Katzen. Chronik wundersamer Katzenereignisse. Suhrkamp, Berlin, ISBN 978-3-458-64424-8.
- Shi Zhanjun und Jing Bartz: Stadtleben: 8 Frauen, 8 Geschichten. Drachenhaus, ISBN 978-3-943314-53-3.

Artikel
- Tango fatal. Unionsverlag, Zürich, 2013, ISBN 978-3-293-00461-0.
- Über die Kinetik von Namen, Körpern und Kulturen 1 – Ein dynamisches Journal zur Übersetzung des Romans Die Legende der Adlerkrieger von Jin Yong. Auch als PDF-Datei abrufbar.
- Mit Yan Ges: Frau Duan feiert ein Fest. Gespräch.[20]
- Mein erstes Mal: Karin Betz – Für manche ist die erste literarische Übersetzung ein Spaziergang, für andere eine Zumutung., Essay, 23. März 2022.

Rezensionen
- Vincenzo Merolle: The European Dictionary, A–C. Logos, Berlin 2013. Übersetzen, 1, 2014, S. 15
- Der Übersetzer - Sprache ist Heimat. Ein Film über Juri Elperin. Regie: Manfred Wiesner, Grigory Manjuk. Wiesengold Productions 2015. 61 Min., in: Übersetzen 02, 2016, S. 13